# Liste der Losentscheide im Fußball
In der folgenden Liste sind Losentscheide in bedeutenden Fußballspielen bzw. -turnieren zusammengestellt. Im Sommer 1970 wurde der Losentscheid bei einzelnen Spielen durch das Elfmeterschießen ersetzt. Zum Tragen kam der Losentscheid dann nur noch, wenn Mannschaften in einer Tabelle Punkt- und Torgleichheit aufwiesen und auch der direkte Vergleich nicht herangezogen werden konnte. Später wurden weitere Kriterien hinzugefügt, wie die Ergebnisse vorangegangener Qualifikationen oder die Fairplaywertung. Bei der U-17-Fußball-Weltmeisterschaft 2009 schieden Brasilien und die Niederlande auf Grund der schlechteren Fairplay-Wertung gegenüber den Vereinigten Arabischen Emiraten bei ansonsten gleicher Punktzahl, Tordifferenz und erzielten Toren als fünft- und sechstbester Gruppendritter aus.
Der Losentscheid kam, verglichen mit dem Elfmeterschießen, relativ selten zum Tragen. Der Grund hierfür ist, dass meistens gleichzeitig die Entscheidungs- und Wiederholungsspiele abgeschafft wurden, so dass es nun sofort nach einer Verlängerung ohne Entscheidung zum Elfmeterschießen kommt. Das gilt nur bedingt für Pokalwettbewerbe mit Hin- und Rückspiel, da hier die Auswärtstorregel eingeführt wurde.

## Wettbewerbe für Nationalmannschaften

### Weltmeisterschaft
- 1954: In der Qualifikation zur WM 1954 trafen Spanien und die Türkei aufeinander und konnten ihre Heimspiele gewinnen. Nach einem Entscheidungsspiel in Rom, das 2:2 n. V. endete, wurde die türkische Mannschaft per Losentscheid zum Sieger ernannt.[1] Beim Turnier in der Schweiz wurde Jugoslawien vor Brasilien durch Losentscheid Sieger der Gruppe 1, nachdem sich beide Mannschaften 1:1 n. V. getrennt hatten. Österreich wurde durch Losentscheid Sieger der Gruppe 3 vor Uruguay, beide hatten nicht gegeneinander gespielt, trafen im Spiel um Platz 3 aber aufeinander, das Österreich mit 3:1 gewann.[2]
- 1962: Marokko wurde in der Untergruppe 2 der Afrika-Qualifikation, nachdem beide Mannschaften ihre Heimspiele mit 2:1 gewonnen hatten und ein Entscheidungsspiel in Palermo 1:1 n. V. endete, per Losentscheid zum Sieger gegen Tunesien erklärt.[3]
- 1970: Marokko erreichte nach einem 2:2 im Entscheidungsspiel in Marseille gegen Tunesien die Finalrunde der Afrikaqualifikation, zuvor hatten sich beide zweimal 0:0 getrennt.[4] Beim Turnier in Mexiko wurde in der Gruppe 1 die Sowjetunion durch einen Losentscheid Gruppensieger vor den punktgleichen Mexikanern. Beide hatten eine Tordifferenz von +5 (Sowjetunion 6:1 versus Mexiko 5:0). Die Regel, dass bei gleicher Tordifferenz die mehr geschossenen Tore über die Platzierung entscheiden, galt erst ab der WM 1974.
- 1990: Beim Turnier in Italien wurde Irland durch Losentscheid als Gruppenzweiter der Gruppe F ermittelt. Die punkt- und torgleichen Niederländer wurden Dritter und trafen im Achtelfinale auf Deutschland.[5]

### U-17 Weltmeisterschaft
- 2003: Beim U-17-Turnier wurde Costa Rica bei Punkt- und Torgleichheit Gruppenzweiter durch Losentscheid vor Nigeria.[6]
- 2011: Beim U-17-Turnier wurden die USA bei Punkt- und Torgleichheit Gruppenzweiter durch Losentscheid vor Neuseeland. Neuseeland kam aber als einer der besten Gruppendritten ebenfalls ins Achtelfinale.

### U-20 Weltmeisterschaft
- 1985: Kolumbien wurde bei Punkt- und Torgleichheit durch Losentscheid Gruppenzweiter vor Ungarn.
- 2013: Griechenland wurde bei Punkt- und Torgleichheit durch Losentscheid Gruppensieger vor Paraguay.
- 2015: Uruguay wurde bei Punkt- und Torgleichheit Gruppenzweiter durch Losentscheid vor Mali.[7]

### Kontinentale Turniere

#### Europameisterschaft
- 1968: Im Halbfinale zwischen Italien und der UdSSR kam es zum einzigen Losentscheid bei einer EM der Männer, nachdem es nach 120 Minuten 0:0 gestanden hatte. Italien kam durch den Losentscheid ins Endspiel. Das Endspiel endete nach 120 Minuten 1:1 und wurde vier Tage später wiederholt und in der regulären Spielzeit von Italien mit 2:0 gewonnen.[8]
- 2013: Bei der Fußball-Europameisterschaft der Frauen wurde ein Viertelfinalplatz an Dänemark per Losentscheid gegeben. In dem Turnier gab es drei Gruppen mit je vier Mannschaften, wobei die ersten beiden Mannschaften sowie die beiden besten Drittplatzierten direkt ins Viertelfinale einzogen. In den ursprünglichen Regularien waren Platzierungen in den Gruppen genau geregelt, aber das Verfahren zur Bestimmung der besten Drittplatzierten nicht. Am 20./21. März 2012 beschloss die UEFA als Anhang zu den Regularien die Bestimmung, dass nur die Punkte gerechnet werden und bei Gleichstand ein Losentscheid durchgeführt werden soll. Da Dänemark und Russland mit 2 Punkten die schlechtesten Drittplatzierten waren, musste zwischen diesen beiden gelost werden. Wären wie bei den Gruppenplatzierungen die Tordifferenz oder der UEFA-Koeffizient für Frauen-Nationalmannschaften als Kriterien verwendet worden, wäre auch Dänemark ins Viertelfinale eingezogen.

#### Copa America
Bei der seit 1916 durchgeführten Copa América kam es nur einmal zu einem Losentscheid. Bei der Copa América 1975 erreichte Peru nach einem 3:1 in Brasilien und einem 0:2 im Heimspiel das Finale gegen Kolumbien und konnte die Copa gewinnen.

#### Asienmeisterschaft
Bei der seit 1956 durchgeführten Asienmeisterschaft kam es weder in den Qualifikationsspielen noch bei den Finalturnieren zu Losentscheiden. 1972 wurde erstmals das Elfmeterschießen angewandt. 1992 belegten Japan und die Vereinigten Arabischen Emirate punkt- und torgleich und einem 0:0 im direkten Vergleich Platz 1 und 2 der Tabelle. Es ist nicht ersichtlich, nach welchem Kriterium die Platzierung vorgenommen wurde.

#### Fußball-Afrikameisterschaft
- 1962: Durch Losentscheid erreichte Nigeria nach einem 0:0 und 2:2 gegen Ghana die 2. Qualifikationsrunde und Uganda nach einem 1:0 in Kenia und einer 0:1-Heimniederlage die Endrunde.[11]
- 1965: Tunesien wurde bei Punkt- und Tordifferenzgleichheit Gruppensieger durch Losentscheid vor dem Senegal.[12]
- 1972: Der Kongo wurde bei Punktgleichheit und gleichem Torverhältnis durch das Los Gruppenzweiter vor Marokko und später Afrikameister.[13]
- 1988: Algerien wurde bei Punkt- und Torgleichheit durch Losentscheid Gruppenzweiter vor der Elfenbeinküste.[14]
- 2015: Zwischen Mali und Guinea wurde wegen Punkt- und Torgleichheit über den Gruppenzweiten durch das Los entschieden, welches zugunsten von Guinea ausfiel.[15]

##### Regionale Meisterschaften
- Beim CECAFA-Cup 1999 wurde Ruanda B nach einem 0:0 gegen Eritrea und einem 0:1 gegen Kenia, gegen das Eritrea auch 0:1 verloren hatte, auf Platz 2 gelost. Ruanda B gewann anschließend alle Spiele der K.o.-Runde und wurde Ost-/Mittelafrikameister 1999.[16]

#### CONCACAF Gold Cup
- 2000: Beim Frauenturnier wurden die USA bei Punkt- und Torgleichheit mit Brasilien durch Los Gruppenerster.[17]
- 2002: Die Platzierungen in der Gruppe C wurden bei Punkt- und Torgleichheit zwischen Haiti, Kanada und Ecuador ausgelost. Dadurch schied Ecuador als Gruppendritter aus.[18]
- 2003: Beim Qualifikationsturnier erreichte Honduras bei Punkt- und Torgleichheit den vierten Platz durch einen Losentscheid gegen Panama.[19]
- 2010: In der Qualifikation für den CONCACAF Women’s Gold Cup 2010, lagen in der Karibik-Gruppe Antigua und Barbuda und die Dominikanische Republik punkt- und torgleich an der Spitze der Rangliste der Gruppenzweiten. Durch Losentscheid qualifizierte sich Antigua und Barbuda für die zweite Runde.

### Olympische Sommerspiele
- 1956: Japan qualifizierte sich nach Losentscheid gegen Südkorea, beide Mannschaften konnten ihr Heimspiel 2:0 gewinnen.
- 1960: Nach einem 1:1 n. V. im Halbfinale zwischen Italien und Jugoslawien, zog Jugoslawien durch das Los ins Endspiel ein.[20]
- 1964: Nachdem sich Dahomey und Tunesien 2:2 und zweimal 1:1 getrennt hatten, entschied ein Münzwurf zu Gunsten von Tunesien, das dann gegen Ghana ausschied.[21]
- 1968: 
  - Qualifikation Afrika: Sudan – Nigeria 2:1 und 0:1 (Nigeria qualifiziert), Marokko – Tunesien 1:1 und 0:0 (Marokko qualifiziert)[22]
  - Qualifikation Nord- und Mittelamerika: Guatemala – Costa Rica 1:0 und 2:3 (Guatemala qualifiziert)[22]
  - Endrunde: Viertelfinale Bulgarien – Israel 1:1 n. V., Bulgarien gewann durch Münzwurf.[23]

### Asienspiele
- 1954: Nach einem 2:2 n. V. im Halbfinale zwischen Südkorea und Burma, gewann Südkorea durch Los und zog ins Endspiel ein.[24]
- 1962: Malaya wurde durch Losentscheid Gruppenzweiter vor Indonesien (beide hatten dieselbe Punktzahl und dasselbe Torverhältnis) und zog damit ins Halbfinale ein.[25]

### Afrikaspiele
- 2015: Beim Turnier der Frauen waren Ghana und Südafrika nach der Gruppenphase punkt- und torgleich, so dass das Los entscheiden musste, wer als Zweiter ins Halbfinale einziehen durfte. Das Los fiel zu Gunsten von Ghana, das anschließend auch das Turnier gewann.[26] Beim Turnier der Männer waren Burkina Faso und der Sudan nach der Gruppenphase ebenfalls punkt- und torgleich. Hier fiel das Los zu Gunsten von Burkina Faso, das damit ins Halbfinale einzog, dieses gewann aber im Finale verlor.[27]

### Sonstige
- Bei der Mundialito 1986 waren China und Brasilien nach den Gruppenspielen punkt- und torgleich, so dass das Los entschied, dass China als Gruppenzweiter ins Halbfinale einziehen durfte.

- Bei den Mittelmeerspielen 1967 wurde, nach einem 1:1 im Entscheidungsspiel um den Gruppenplatz 2 zwischen Tunesien und der spanischen B-Mannschaft, die spanische Mannschaft per Losentscheid Gruppenzweiter und zog ins Halbfinale ein.[28]

## Kontinentale Vereinswettbewerbe

### Europapokal der Landesmeister
- 1957/58: In der Qualifikationsrunde wurde SC Wismut Karl-Marx-Stadt in der Paarung gegen Gwardia Warszawa, nachdem beide ihre Heimspiele 3:1 gewonnen hatten und das Entscheidungsspiel beim Stand von 1:1 im Laufe der Verlängerung wegen der einbrechenden Dunkelheit abgebrochen worden war, durch das Los zum Sieger.[29]
- 1963/64: Achtelfinale FC Zürich – Galatasaray Istanbul 2:0, 0:2, Zürich gewann das Entscheidungsspiel in Rom per Münzwurf, nachdem das Spiel 2:2 n. V. geendet hatte.[30]
- 1964/65: In der Qualifikationsrunde gewann der RSC Anderlecht nach einem 1:0 und 1:2 sowie einem 0:0 im Entscheidungsspiel durch das Los gegen den FC Bologna, sowie Dukla Prag gegen Górnik Zabrze nach 4:1, 0:3 und 0:0.[31]

Im Viertelfinale schied der 1. FC Köln gegen den FC Liverpool nach zweimal 0:0 und 2:2 im Entscheidungsspiel durch den Wurf einer Münze aus. Beim ersten Münzwurf blieb die Münze senkrecht im Morast stecken, so dass ein zweiter Wurf notwendig war.

- 1969/70: 2. Runde:
  - Spartak Trnava – Galatasaray Istanbul 1:0 und 0:1, Entscheidung durch Münzwurf zu Gunsten von Istanbul.
  - Celtic Glasgow – Benfica Lissabon 3:0 und 0:3, Entscheidung durch Münzwurf zu Gunsten von Celtic.[33]

### Europapokal der Pokalsieger
- 1963/64: Vorrunde LASK Linz – Dinamo Zagreb 1:0 und 0:1, Dinamo Zagreb gewann das Entscheidungsspiel in Zagreb per Münzwurf, nach Verlängerung hatte es 1:1 (1:1, 1:0) gestanden.[34]
- 1964/65: SC Aufbau Magdeburg – Galatasaray Istanbul 1:1 und 1:1, Galatasaray Istanbul gewann das Entscheidungsspiel in Wien per Münzwurf, nach Verlängerung hatte es 1:1 (1:1, 0:0) gestanden.[35]
- 1966/67: Die Glasgow Rangers kamen gegen Real Saragossa nach zwei 2:0-Heimsiegen durch Losentscheid im Viertelfinale weiter.[36]
- 1969/70: Im Achtelfinale kam es nach je zwei 1:0-Heimsiegen zwischen AS Rom und PSV Eindhoven zum Losentscheid, durch den der AS Rom ins Viertelfinale einzog. Im Halbfinale kam es nach einem Entscheidungsspiel, das 1:1 endete, zwischen AS Rom und Górnik Zabrze erneut zum Losentscheid, den diesmal der AS Rom verlor.[37]

### Messestädte-Pokal
- 1964/65: 1965 verlor der FC Barcelona in der 3. Runde (Achtelfinale) gegen Racing Straßburg aufgrund eines Münzwurfes, nachdem beide zuvor dreimal remis gespielt hatten.[38]
- 1965/66:

Erste Runde: AC Mailand – Racing Straßburg 1:0 und 1:2, 1:1 n. V., Losentscheid für Milan.
Dritte Runde: Hannover 96 – FC Barcelona 2:1 und 0:1, 1:1 n. V., Losentscheid für Barcelona; AC Mailand – FC Chelsea 2:1, 1:2, 1:1 n. V., Losentscheid für Chelsea.
- 1966/67:

Erste Runde: FC Porto – Girondins Bordeaux 2:1 und 1:2 n. V., Losentscheid für Bordeaux; Spartak Brno – Dinamo Zagreb 2:0 und 0:2 n. V., Losentscheid für Zagreb.
Viertelfinale: FC Bologna – Leeds United 1:0 und 0:1 n. V., Losentscheid für Leeds.
- 1968/69:

Erste Runde: Athletic Bilbao – FC Liverpool 2:1 und 1:2 n. V., Losentscheid für Bilbao; Olympique Lyon – Académica de Coimbra 1:0 und 0:1 n. V., Losentscheid für Lyon; Göztepe Izmir – Olympique Marseille 2:0 und 0:2 n. V., Losentscheid für Izmir.
Zweite Runde: FC Chelsea – Door Wilskracht Sterk 0:0 und 0:0 n. V., Losentscheid für Door Wilskracht Sterk; Leeds United – SSC Neapel 2:0 und 0:2 n. V., Losentscheid für Leeds.
Beim UEFA-Cup wird seit Einführung des Wettbewerbs 1971/72 bei Gleichstand nach Verlängerung das Elfmeterschießen angewendet.

## Nationale Meisterschaften

### Deutsches Reich
- 1940/41: In der Qualifikationsrunde Ostland wurde Preußen Danzig, nachdem das Wiederholungsspiel bei LSV Posen ausgefallen war, per Losentscheid zum Sieger bestimmt.

## Nationale Pokalwettbewerbe

### Deutsches Reich
- 1939: Im Halbfinale, bei dem SC Wacker Wien und der SV Waldhof Mannheim aufeinander trafen, kam es nach einem 1:1 n. V. in Mannheim zu einem Entscheidungsspiel in Wien, das 2:2 n. V. endete. Ein weiteres Entscheidungsspiel auf neutralem Platz in München endete 0:0 n. V. So einigte man sich auf einen Losentscheid, der zu Gunsten Mannheims entschied.[44]

### Deutschland
- 1970: Achtelfinale zwischen Alemannia Aachen und Werder Bremen 1:1 n. V. und 1:1 n. V., Aachen Sieger durch Losentscheid.[45]

### Frankreich
- 1966/67: Halbfinale Olympique Lyon – AS Angoulême 3:3 n. V., 1:1 n. V. und 1:1 n. V., Lyon Sieger durch das Los.[46]

### Griechenland
- 1969 gewann Panathinaikos Athen den griechischen Vereinspokal nach Losentscheid. Gegner im Finale war Olympiakos Piräus.[47]

### Österreich
- 1965 (Viertelfinale zwischen SW Bregenz und ATSV Ranshofen), 1966/67 (Finale zwischen FK Austria Wien und Linzer ASK) und 1970 (Halbfinale zwischen Linzer ASK und SW Bregenz) kam es zu Losentscheiden.[48]

### Polen
- 1963/64:

Viertelfinale Zagłębie Sosnowiec – Pogoń Szczecin 1:1 n. V., Pogoń Sieger durch Losentscheid.
- 1964/65:

1. Runde Stal Kraśnik – Resovia Rzeszów 2:2 n. V., Resovia Sieger durch Losentscheid, Dąb Debno – Granit Swidwin 4:4 n. V., Granit Sieger durch Losentscheid,
2. Runde: Czarni Żagań – Start Łódź 1:1 n. V., Czarni Sieger durch Losentscheid,
3. Runde: ROW Rybnik – Odra Opole 1:1 n. V. Rybnik Sieger durch Losentscheid, Wawel Kraków – Stal Rzeszów 0:0 n. V., Kraków Sieger durch Losentscheid,
Achtelfinale: Wawel Kraków – Zagłębie Sosnowiec 1:1 n. V., Kraków Sieger durch Losentscheid,
Viertelfinale: Gwardia Warszawa – Legia Warszawa 0:0 n. V., Legia Sieger durch Losentscheid, Czarni Żagań – Wisła Kraków 1:1 n. V., Czarni Sieger durch Losentscheid
Halbfinale: Czarni Żagań – ŁKS Łódź 1:1 n. V., Czarni Sieger durch Losentscheid.

### Portugal
- 1969/70: 1. Runde SC Caldas – Uniao Alges 2:2 und 1:1, Uniao Algés Sieger durch das Los.[51]

### Schweiz
- 1935/36: Halbfinale zwischen FC Bern – Servette FC Genève 1:1 n. V. und 2:2 n. V., Genf Sieger durch Losentscheid.[52]

### Tschechoslowakei
- Tschechischer Fußballpokal: 1970/71 wurde Škoda Pilsen gegen Sparta Prag B nach 1:1 und 3:3 sowie einem 5:5 i. E. durch das Los tschechischer Pokalsieger und spielte dann gegen den slowakischen Pokalsieger um den Tschechoslowakischen Pokal.[53]

### Türkei
- 1966/67: Finale Altay Izmir – Göztepe Izmir 2:2 n. V., Altay Sieger durch das Los.[54]